# Torneo de Lugano 2019
El Samsung Open Presented by Corner 2019 fue un torneo de tenis femenino jugado en cancha de polvo de ladrillo al aire libre. Fue la 2.ª edición del Abierto de Lugano luego de su traslado. Es un torneo WTA International. Se llevó a cabo en el TC Luzern Lido en Lugano (Suiza) del 8 al 14 de abril.

## Distribución de puntos
| Modalidad           | Campeona | Finalista | Semifinales | Cuartos de final | 2ª ronda | 1ª ronda | Clasificadas | 2ª ronda de clasificación | 1ª ronda de clasificación |
| Individual femenino | 280      | 180       | 110         | 60               | 30       | 1        | 18           | 12                        | 1                         |
| Dobles femenino     | 280      | 180       | 110         | 60               | 1        | -        | -            | -                         | -                         |

## Cabezas de serie

### Individuales femenino
| Tenista               | Ranking | Preclasificada |
| Belinda Bencic        | 21      | 1              |
| Carla Suárez          | 27      | 2              |
| Viktória Kužmová      | 44      | 3              |
| Alison Van Uytvanck   | 52      | 4              |
| Pauline Parmentier    | 54      | 5              |
| Ekaterina Alexandrova | 56      | 6              |
| Rebecca Peterson      | 60      | 7              |
| Vera Lapko            | 65      | 8              |

- Ranking del 1 de abril de 2019.[2]

### Dobles femenino
| Tenista                                | Ranking | Preclasificada |
| Veronika Kudermétova Galina Voskoboeva | 114     | 1              |
| Cornelia Lister Renata Voráčová        | 171     | 2              |
| Sorana Cîrstea Andreea Mitu            | 216     | 3              |
| Belinda Bencic Viktória Kužmová        | 229     | 4              |

## Campeonas

### Individual femenino
Polona Hercog venció a  Iga Świątek por 6-3, 3-6, 6-3

### Dobles femenino
Sorana Cîrstea /  Andreea Mitu vencieron a  Veronika Kudermétova /  Galina Voskoboeva por 1-6, 6-2, [10-8]